# Cataménie terne
Catamenia inornata
Espèce
Répartition géographique
Statut de conservation UICN

 LC  : Préoccupation mineure
La Cataménie terne (Catamenia inornata) est une espèce de passereau appartenant à la famille des Thraupidae.

## Répartition et sous-espèces
Selon la classification de référence du Congrès ornithologique international (15.1, 2025) elle se répartit en quatre sous-espèces (ordre phylogénique) :
- C. a. mucuchiesi Phelps & Gilliard, 1941 — cordillère de Mérida ;
- C. a. minor Berlepsch, 1885 — de la cordillère Centrale (Colombie) au nord du Pérou ;
- C. a. inornata (Lafresnaye, 1847) — du sud du Pérou au nord-est de l'Argentine ;
- C. a. cordobensis Nores & Yzurieta, 1983 — sierras de Córdoba.